# Отходы
Отхо́ды — вещества или предметы, которые образованы в процессе производства, выполнения работ, оказания услуг или в процессе потребления, которые перерабатываются, утилизируются или захораниваются.

## Общие сведения

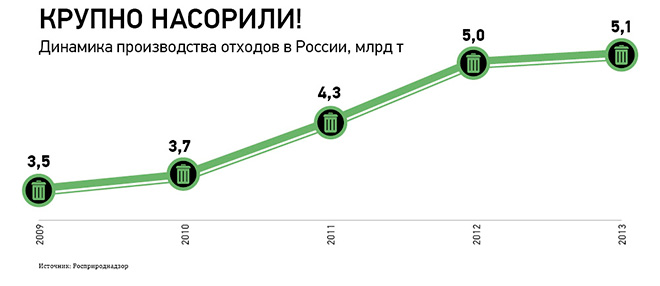

В XX веке количество отходов производства и потребления росло так быстро, что их образование стало важной проблемой больших городов и крупных производств.
С точки зрения естественных наук, любое вещество теоретически может быть использовано тем или иным образом. Естественным ограничением использования является экономическая целесообразность использования.
Появление отходов (мусора) как явление легко объяснить с точки зрения теории управления. Отходы появляются тогда, когда человек прекращает управлять ненужными ему материальными объектами (выбрасывает их), и эти объекты переходят в режим самоуправления — мусор начинает валяться и медленно разлагаться.

## Виды отходов

### Классификация отходов
Отходы различаются:
- по происхождению:

военные отходы
- по составу:

- Навоз, Кизяк
- Птичий помёт
- Барда
- Пивная дробина
- Каныга
- Жом

- Отработавшее ядерное топливо
- Электронные отходы
- Упаковка
- Красный шлам
- Шлак
- Штыб
- Нефтешламы
- Вырубка
- Окурок

- по агрегатному состоянию:
  - твёрдые
  - жидкие
  - газообразные
- по классу опасности отхода (для человека и/или для окружающей среды)➤

В России существует Федеральный классификационный каталог отходов(ФККО), в котором каждому виду отходов в зависимости от источника его происхождения присваивается идентификационный код.

### Отходы производства
Промышленные отходы — твёрдые, жидкие и газообразные отходы производства, полученные в результате химических, термических, механических и других преобразований материалов природного и антропогенного происхождения.
Отходы определённой продукции — неупотребимые остатки сырья или возникающие в ходе технологических процессов вещества и энергия, не подвергающиеся утилизации.

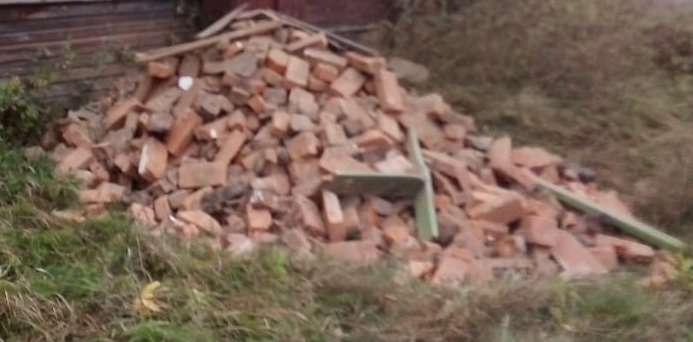
Строительный мусор, представляющий собой кирпичи и их обломки. Может использоваться повторно для разных целей

- Часть отходов, которая может быть использована в том же производстве, называется возвратными отходами. Сюда входят остатки сырья и других видов материальных ресурсов, образовавшиеся в процессе производства товаров (выполнения работ, оказания услуг). Из-за частичной утраты некоторых потребительских свойств возвратные отходы могут использоваться в условиях со сниженными требованиями к продукту, или с повышенным расходом, иногда они не используются по прямому назначению, а лишь в подсобном производстве (например, автомобильные отработанные масла — для смазки неответственных узлов техники). При этом остатки сырья и др. материальных ценностей, которые передаются в другие подразделения в качестве полноценного сырья, в соответствии с технологическим процессом, а также попутная продукция, получаемая в результате осуществления технологического процесса, к возвратным отходам не относятся.
- Отходы, которые в рамках данного производства не могут быть использованы, но могут применяться в других производствах, именуются вторичным сырьём.
- Отходы, которые на данном этапе экономического развития перерабатывать нецелесообразно. Они образуют безвозвратные потери, их предварительно обезвреживают в случае опасности и захоранивают на спецполигонах.

### Отходы потребления
Отходы потребления образуются в промышленности и в быту.
Бытовые отходы — твёрдые отходы, образованные в результате бытовой деятельности человека. Для удаления твёрдых и жидких продуктов жизнедеятельности человека также используется канализация.
- Медицинские отходы — отходы, порождаемые применением медицинских технологий в медучреждениях и при уходе за больными в быту.

## Опасность отходов. Класс опасности отходов производства и потребления
Опасность отходов определяется их физико-химическими свойствами, а также условиями их хранения или размещения в окружающей среде.
В настоящее время в России для отходов в соответствии с приказом Министерства природных ресурсов РФ от 15.06.2001 года № 511 установлено 5 классов опасности, представленных в таблице. (приказ утратил силу) (заменён на Приказ Министерства природных ресурсов Российской Федерации и экологии от 04.12.2014 г. № 536 «Об утверждении Критериев отнесения отходов к I—V классам опасности по степени негативного воздействия на окружающую среду», в котором отсутствует данная таблица со степенью вредного воздействия)
| Класс опасности отхода для окружающей природной среды | Степень вредного воздействия опасных отходов на окружающую природную среду | Критерии отнесения опасных отходов к классу опасности для окружающей природной среды                                                  |
| ----------------------------------------------------- | -------------------------------------------------------------------------- | --- |
| I класс (чрезвычайно опасные)                         | очень высокая                                                              | Экологическая система необратимо нарушена. Период восстановления отсутствует.                                                         |
| II класс (высокоопасные)                              | высокая                                                                    | Экологическая система сильно нарушена. Период восстановления не менее 30 лет после полного устранения источника вредного воздействия. |
| III класс (умеренно опасные)                          | средняя                                                                    | Экологическая система нарушена. Период восстановления не менее 10 лет после снижения вредного воздействия от существующего источника. |
| IV класс (малоопасные)                                | низкая                                                                     | Экологическая система нарушена. Период самовосстановления не менее 3 лет.                                                             |
| V класс (практически неопасные)                       | очень низкая                                                               | Экологическая система практически не нарушена.                                                                                        |

Понятие «Опасные отходы» используется в следующих случаях:
- отходы содержат вредные вещества, в том числе содержащие возбудителей инфекционных болезней, токсичные, взрывоопасные и пожароопасные, с высокой реакционной способностью, например, вызывающие коррозию, радиоактивные;
- отходы представляют опасность для здоровья человека или для нормального состояния окружающей среды.

Для отходов необходимо составление паспорта отходов, определение класса опасности и лимитов на размещение отхода в окружающей среде, лимитов на накопление на предприятии и других документов.

### Компьютерные программыдля расчёта класса опасности отходов
В настоящее время существует несколько коммерческих программ для расчёта класса опасности отходов.

## Различные этапы обращения с отходами
Обращение с отходами — деятельность по сбору, накоплению, транспортированию, обработке, утилизации, обезвреживанию, размещению отходов;.

### Сбор
Сбор отходов — приём отходов в целях их дальнейших обработки, утилизации, обезвреживания, размещения лицом, осуществляющим их обработку, утилизацию, обезвреживание, размещение
Сбор отходов — деятельность, связанная с изъятием отходов в течение определённого времени из мест их образования, для обеспечения последующих работ по обращению с отходами
Образование отходов осуществляется лицами:
- Потребители коммунальных услуг по обращению с твёрдыми коммунальными отходами[7]
- Производители отходов- любое юридическое лицо, индивидуальный предприниматель, которые производят отходы, или, если эти лица неизвестны, лицо, которое владеет данными отходами или на чьей территории они расположены[6].

Стоимость услуги по сбору отхода, помимо процессов сбора, включает стоимость вывоза мусора и его утилизации.
Методы сбора отходов:
- 1. Поквартирный — сбор отхода производиться в установленные часы непосредственно в мусоровоз, минуя контейнер. Поквартирный метод менее затратный, поскольку не требует оборудованных контейнерных площадок и контейнеров. Но, в свою очередь, неудобный, так как сбор осуществляется лишь в определённое время.
- 2. Контейнерный — сбор отхода производиться в установленные контейнеры на специально оборудованных площадках. Контейнерный метод, удобный для сбора, но затратный. Высокая стоимость строительства контейнерной площадки, контейнеров, а также требуются постоянные затраты на ремонт, содержание и обслуживание контейнеров и площадок.

#### Раздельный сбор

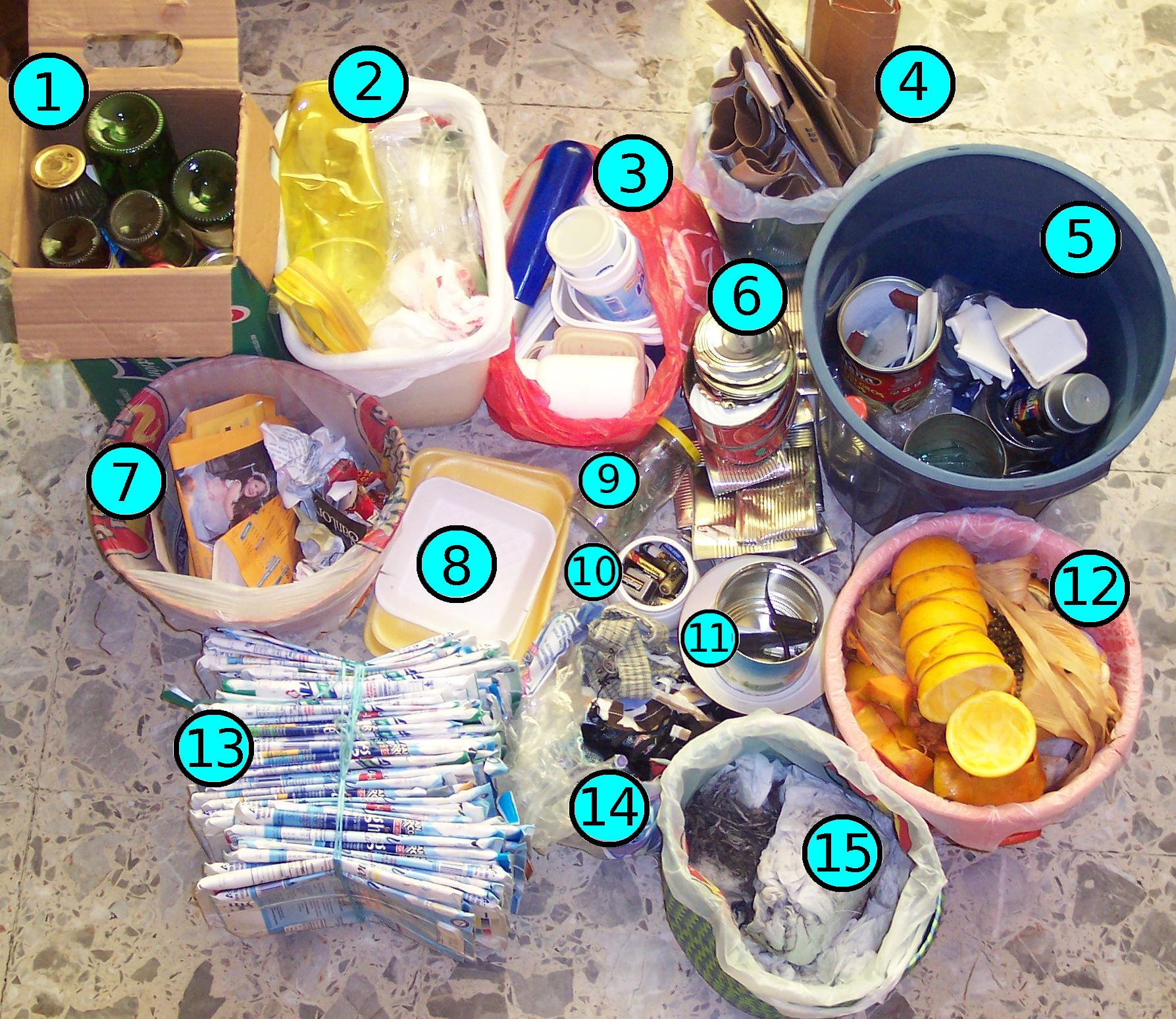
Разделённый домашний мусор: 1 — стеклянные бутылки, 2 — тонкий пластик, 3 — толстый пластик, 4 — картон, 5 — смешанный мусор, 6 — железные банки, 7 — бумага, 8 — полистирол, 9 — стекло, 10 — батареи, 11 — металл, 12 — органические отходы, 13 — упаковка «Тетрапак», 14 — ткань, 15 — туалетный мусор.

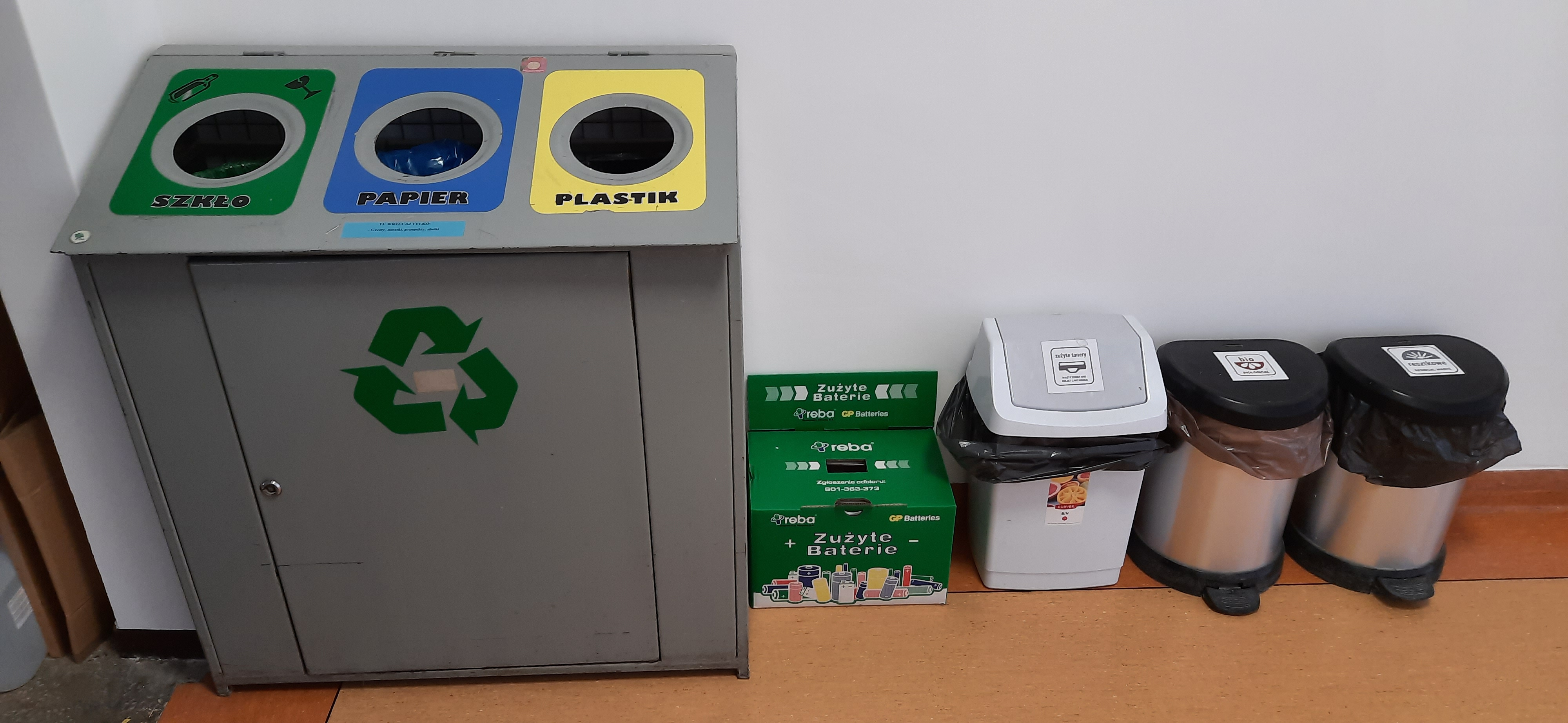
Пункт раздельного сбора отходов в Гданьском политехническом университете

Раздельный сбор разных категорий отходов определяет эффективность и стоимость утилизации отдельных компонентов.
Наряду с большим количеством отходов стал остро вставать вопрос о нехватке природных ресурсов. Наиболее неудобны для утилизации смешанные отходы, содержащие смесь биоразлагаемых влажных пищевых отходов, пластмасс, металлов, стекла и пр. компоненты.
Раздельный сбор и последующее использование вторичных ресурсов частично помогает снизить нагрузку на окружающую среду и решить вопрос с дополнительным получением сырья.

#### Технические средства
Для сбора и разделения отходов используется различный инвентарь (метла, совок, веник, мешок для мусора, мусорная корзина), технические приспособления (мусоропровод, решётка (сооружение на станциях очистки сточных вод)) и технические средства (подметально-уборочная машина, экскаватор).

### Накопление
Накопление отходов — складирование отходов на срок не более чем одиннадцать месяцев в целях их дальнейших обработки, утилизации, обезвреживания, размещения;
Накопление отходов учитывает:
- документированный учёт и контроль образования и накопления отходов
- предупреждение и минимизацию образования отходов
- организационно-технологические операции регулирования работ с отходами

#### Предотвращение накопления отходов
Один из главных методов управления отходами — предотвращение накопления отходов. Сюда входит:
- вторичное использование различных предметов;
- ремонт повреждённого оборудования вместо покупки нового;
- изготовление изделий многократного использования (например, тряпичные пакеты для продуктов взамен полиэтиленовых),
- пропаганда многоразовых предметов обихода;
- очищение от пищевых остатков банок, пакетов и т. д;
- разработка изделий, требующих для их изготовления меньше сырьевого материала (например, использование более лёгких банок для напитков).

### Транспортирование

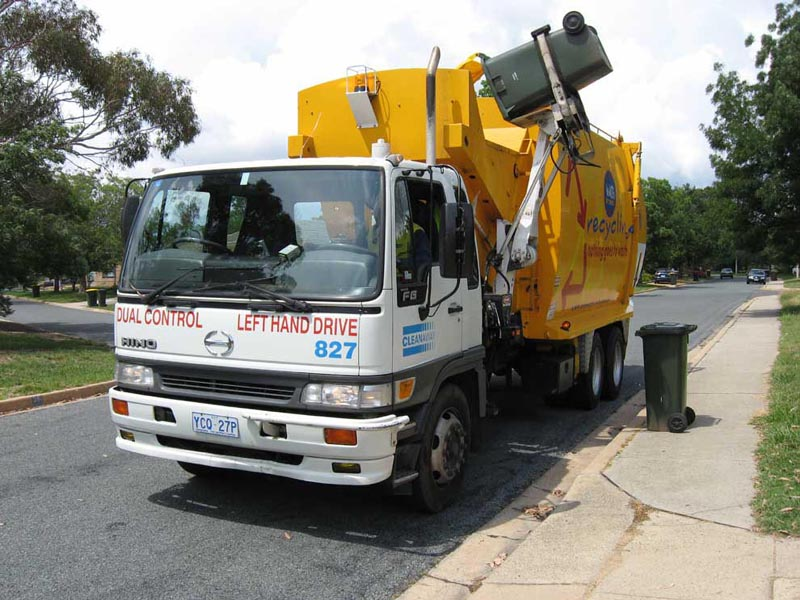
Мусороуборочная машина в Австралии

Перемещение отходов между местами или объектами их образования, накопления, хранения, утилизации, захоронения и/или уничтожения.
Вывоз — процесс перемещения отходов от места сбора до полигона бытовых отходов. Вывоз может быть двухэтапным. Если полигон находится далеко от места сбора и экономически нецелесообразно, чтоб мусоровоз ездил на полигон, то, как правило, размещают мусоро-перегрузочные станции.

### Переработка (обработка)
Из перерабатываемых отходов стремятся повторно извлечь полезное сырьё для промышленного производства. Когда глубокая переработка органических отходов экономически невыгодна, из них синтезируют липкие смолы, заменяющие асфальт в строительстве сельских автомобильных дорог.

#### Причины и целесообразность вторичной переработки отходов
- Ресурсы многих материалов на Земле ограничены и не могут быть восполнены в сроки, сопоставимые со временем существования человеческой цивилизации.
- Попав в окружающую среду отходы обычно становятся загрязнителями.

#### Уничтожение отходов (Обезвреживание отходов)
Уничтожение безвозвратных отходов подразумевает их переработку с целью практически полного прекращения их существования как отходов и сопровождается прекращением управления этими отходами (обращения с ними).
3.1. Обезвреживание твёрдых и жидких бытовых отходов производится на специально отведённых участках или специальных сооружениях по обезвреживанию и переработке. Запрещается вывозить отходы на другие, не предназначенные для этого места, а также закапывать их на сельскохозяйственных полях.
3.2. Твёрдые бытовые отходы следует вывозить на полигоны (усовершенствованные свалки), поля компостирования, перерабатывающие и сжигательные заводы, а жидкие бытовые отходы — на сливные станции или поля ассенизации.
Промышленные, неутилизируемые на производстве отходы вывозят транспортом предприятий на специальные полигоны или сооружения для промышленных отходов*. Устройство неконтролируемых полигонов (свалок) бытовых отходов и отходов промышленных предприятий не допускается.
3.3. На земельные участки, отведённые для организации полигонов твёрдых бытовых отходов (усовершенствованные свалки) должно быть согласование местных учреждений санитарно-эпидемиологической службы.
Работы на полигоне следует вести в полном соответствии с Инструкцией по проектированию и эксплуатации полигонов для твёрдых бытовых отходов, согласованной с Минздравом СССР и утверждённой в 1981 году, а также «Инструкцией по проектированию, эксплуатации и рекультивации полигонов для твёрдых бытовых отходов» от 5 ноября 1996 года.
3.4. Отведённые для полигонов (свалок) участки должны отвечать следующим основным требованиям:
территория участка должна быть доступна воздействию солнечных лучей и ветра;
уровень грунтовых вод должен быть не ближе 1 м от основания полигона; при более высоком уровне грунтовых вод необходимо устройство дренажа или водоотвода;
не допускается расположение участка на берегах рек, прудов, открытых водоёмов и в местах, затопляемых паводковыми водами.
3.5. Все помещения сливных станций должны быть оборудованы приточно-вытяжной вентиляцией. Полы производственных помещений должны быть водонепроницаемыми и иметь уклоны, обеспечивающие сток жидкости в приямок. Полы следует регулярно промывать водой и содержать в чистоте. Бытовые и административные помещения должны иметь обособленный от производственных помещений вход.

### Размещение отходов

#### Хранение отходов
Хранение отходов — складирование отходов в специализированных объектах сроком более чем одиннадцать месяцев в целях утилизации, обезвреживания, захоронения.

#### Захоронение отходов
Самый дешёвый способ избавиться от отходов — произвести их захоронение. Этот способ восходит к простейшему пути — выбросить что-либо из дома на свалку. Однако простое выбрасывание непригодных предметов проблему не решает. В XX веке пришлось перейти от стихийного создания свалок к проектированию и реализации специальных инженерных объектов, полигонов для захоронения бытовых отходов. Проектом предусматривается минимизация ущерба окружающей среде, строгое соблюдение санитарно-гигиенических требований.
При захоронении отходов они транспортируются в назначенное место для хранения в течение неограниченного срока, где исключается опасное воздействие захороненных отходов на незащищённых людей и окружающую природную среду.

## Роль государства в области обращения отходов

### Законодательство
Законодательная база обеспечивает и устанавливает требования к производству, эксплуатации и утилизации продукции и обращения с отходами, что создаёт благоприятные условия для развития и внедрения ресурсосберегающих технологий и практики.
Нормативно-правовые документы, регламентирующие обращение с отходами в Российской Федерации:
- Федеральные законы, Кодексы и Постановления Правительства;
- санитарные нормы и правила;
- строительные нормы и правила;
- стандарты и технические условия;
- нормы и правила по обращению с опасными веществами и по работе на опасных объектах.
- нормирование образования, использования и размещения отходов. Проект нормативов образования отходов и лимитов на их размещение

### Экономические факторы
Налоговые льготы-с целью снижения себестоимости продукции с использованием отходов.
Льготные кредиты- для привлечения инвестиций в создание производств по переработке отходов. Кредиты частично возмещаемые и безвозмездные в случае неудачных решений.
Ограничения на потребление продукции — в целях стимулирования спроса на продукцию с использованием отходов в ряде стран. Изготовление продукции без использования отходов. Наращиваются масштабы использования системы городского и муниципальных заказов на продукцию из отходов.
Экологические платежи — возмещение затрат по сбору и предварительной переработке ряда наиболее распространённых видов продукции, создающей типовые проблемы по её утилизации после использования, — батареек, смазочных масел, аккумуляторов, изношенных шин.
Получили широкое распространение во многих странах. 

В России особо широкое распространение получили платежи за использование упаковки или лицензионные сборы за использование торговой марки «Зелёная точка», за счёт ресурсов которых осуществляется организация сбора и переработки отходов упаковки.

## Региональные особенности обращения с отходами

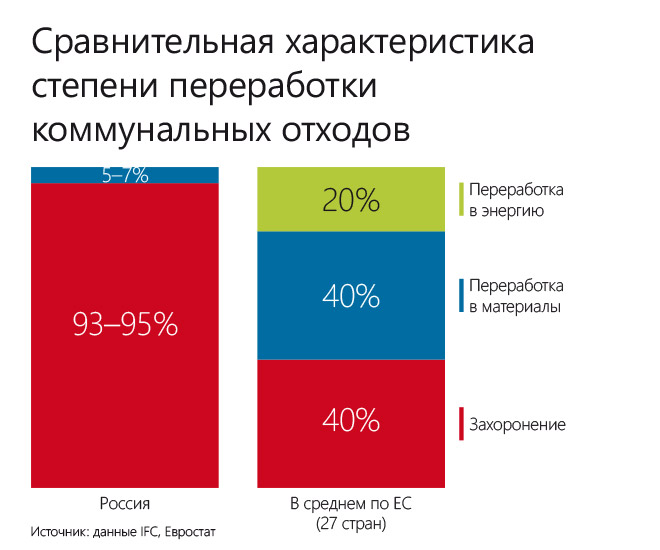
Сравнение России и ЕС

В разных странах и регионах методы сбора отходов сильно отличаются. Службы сбора отходов зачастую находятся в ведомстве местных властей либо частных организаций. В некоторых регионах, в частности в развивающихся странах, не существует официальной службы сбора отходов .

Усилия зарубежных стран по сбору и переработке отходов координируются на международном уровне.
- обязательность наличия в странах ЕС планов переработки отходов и создания рынка вторичного сырья;
- нормирование уровня использования наиболее распространённых отходов (для макулатуры, стекла и пластиковой упаковки уровень сбора и переработки в расчёте на 2000 г. был установлен в объёме 50 %).

Особые сдвиги имели место в международной координации организации сбора и переработки отходов упаковки. Именно под контролем государственных органов в основном в 90-х годах интенсивно создавались централизованно управляемые национальные системы сбора и переработки отходов, функционирующие при финансовой поддержке за счёт экологических платежей за использование упаковки или за счёт лицензионных сборов за использование торговой марки «Зелёная точка», то есть без привлечения госбюджетных средств. В 1994 году была введена в действие специальная Директива ЕС № 62 «Об упаковке и отходах упаковки», обязывающая страны ЕС создавать организационные, нормативно-правовые и экономические условия для сбора и переработки вышедшей из употребления упаковки. Были установлены соответствующие рубежи по уровню переработки таких отходов. В частности, в соответствии с требованиями этой Директивы, страны ЕС должны обеспечить переработку 50-65 % отходов упаковки уже через 5 лет после присоединения к этой Директиве. К началу 2002 года к этой директиве присоединились 17 стран ЕС, в том числе Германия, Франция, Швеция, Норвегия, Австрия, Испания и др.
Система государственного регулирования решения проблемы переработки отходов в странах Евросоюза продолжает совершенствоваться. Сформулированы основные положения новой стратегии создания экономически и финансово устойчивой системы обращения с отходами. Ключевые принципы этой стратегии включают в себя: соблюдение баланса экономических и экологических интересов; скоординированное использование экономических и административных инструментов; стимулирование инвестиций в области переработки отходов; введение механизмов налоговых льгот, кредитов и государственных субсидий, направленных на расширение производственной и технологической базы переработки отходов.

В Египте — Заббалины

### Проблемы в области обращения отходов в России
В 2000—2010-х годах образование отходов в экономике России составляет от 2 до 7 млрд тонн в год, в том числе 2-5 млрд тонн/год — промышленные отходы, 700 млн тонн/год — жидкие отходы птицеводства и животноводства, 35—60 млн тонн/год — ТБО, 30 млн т /год — осадки очистных сооружений. Средний уровень их использования составляет около 26 %, в том числе промотходы перерабатываются на 35 %, ТБО — на 3—4 %, остальные отходы практически не перерабатываются.
Нерациональное использование отходов — объясняется, главным образом, не отсутствием технологий, а тем, что переработка большей части отходов в качестве вторичного сырья характеризуется низкой рентабельностью или вообще нерентабельна. (за исключением их отдельных видов — лома чёрных и цветных металлов, а также достаточно качественных в сырьевом отношении видов макулатуры, текстильных и полимерных отходов).
Накопленные отходы как правило не перерабатываются в России, поскольку сложившиеся экономические условия не обеспечивают полную переработку даже текущего выхода отходов, характеризующихся более высокими потребительскими свойствами в сравнении с накопленными отходами.
В результате низкого уровня использования продолжается накопление отходов в окружающей природной среде. Согласно оценкам НИЦПУРО, объёмы накопления неиспользуемых отходов достигли 80—90 млрд тонн. По данным МПР России учтено 2,4 тыс. объектов размещения опасных отходов. Условия размещения таких отходов во многих случаях не соответствует действующим в России экологическим требованиям и принятым в мире стандартам. В итоге воздействие мест накопления и захоронения отходов на окружающую среду часто превышает установленные ПДК. Имеется немало примеров, когда такое превышение составляет десятки и сотни раз.
Последние 10 лет снижалась роль государства в организации сбора и переработки отходов. С 1996 года отменена статистическая статотчётность по формам 14-ВР (вторичные ресурсы), 14-лес (древесные отходы), 9-СН (лом чёрных металлов), 17-СН (лом цветных металлов).
Несмотря на уменьшение количества образования отходов в результате спада производства в 90-х годах, уровень переработки многих видов отходов заметно снизился. По оценкам НИЦПУРО уровень переработки доменных шлаков снизился со 100—120 % (с учётом вовлечения в переработку накопленных отходов) в 1990 г. до 53 % в 2000 г.; шин изношенных — с 8,7 % до 4 %; текстильных отходов — с 75 % до 44 %; полимерных отходов — с 23,5 % до 8,3 %; фосфогипса — с 14 % до 3,2 %; стеклобоя (в производстве стеклянной тары) — с 92,3 % до 54,6 %; макулатуры — с 64,8 % до 57,4 %; зол и шлаков ТЭС — с 11,6 % до 10,4 %. Наиболее высокие темпы снижения уровня переработки отходов были в период 1992—1995 годов.

#### Государственное регулирование
Проведённые НИЦПУРО исследования проблемы управления отходами в России и за рубежом выявили необходимость усиления государственного регулирования в области сбора, переработки и хозяйственного использования отходов в России. Это обусловлено следующими основными факторами:
- значительным количеством образования отходов в России;
- отсутствием в России экономических условий для переработки основной массы отходов, в результате чего средний уровень переработки отходов не превышает 25 %, а негативное воздействие постоянно накапливаемых отходов на окружающую среду и, следовательно, уровень экологической опасности постоянно возрастают;
- возможностью создания в рыночной экономике более благоприятных экономических условий для переработки наиболее распространённых отходов, демонстрируемой развитыми зарубежными странами в последние 5-10 лет, в том числе с использованием российского опыта функционирования в 70-х — 80-х гг. системы вторичных ресурсов;
- отсутствием должного контроля за действующими переработчиками отходов — недобросовестные предприятия забирают отходы у промышленности и выбрасывает их в окружающую среду.

Минэкономики (Минэкономразвития) не стало рассматривать вторичные ресурсы в числе объектов, требующих специальных мер государственного регулирования.
Природоохранные ведомства пока не смогли создать эффективные нормативные ограничения и экономические инструменты государственного регулирования. Из-за заметного отставания индексации платежей за размещение отходов в сопоставлении с индексами инфляции, стимулирующее воздействие платы за размещение отходов снизилось к 2002 году примерно в 6 раз.
Предпосылки решения проблем
К настоящему времени сложились следующие основные предпосылки для необходимости и возможности решения проблемы сбора и переработки отходов в России:
- имеется зарубежный опыт создания централизованно-управляемых национальных систем сбора и переработки отходов, функционирующих за счёт экологических платежей, то есть без целевого бюджетного финансирования (за исключением специальных государственных программ);
- имеется советский опыт 70-80-х годов по организации сбора и переработки традиционных видов вторичного сырья на территории России по территориальному принципу. Отдельные элементы этой системы продолжают функционировать и в сложившихся экономических условиях;
- имеется российский опыт создания в последние годы локальных систем сбора и переработки отходов в рамках крупных российских городов (Москвы, Санкт-Петербурга и др.), работающих при финансовой поддержке их административных органов.

Постановка такой задачи обусловлена следующими основными факторами:
- возможностью создания в рыночной экономике более благоприятных экономических условий для переработки наиболее распространённых отходов, демонстрируемой развитыми зарубежными странами в последние 5-10 лет, в том числе с использованием российского опыта функционирования в 70-х — 80-х гг. системы вторичных ресурсов;
- необходимостью ратификации Россией Директивы ЕС 1994 года № 62 «Об упаковке и отходах упаковки», поскольку руководством Российской Федерации принято решение о вступлении в ВТО (в данный момент — уже вступила).

Новая система вторичных ресурсов
С середины 2010-х годов в России создаётся новая система обращения с промышленными отходами (I и II классов), направленная как на улучшение экологической ситуации, связанной с отходами производства и потребления, так и формирование экономики рециклинга.
Рециклинг- извлечение полезных компонентов из отходов, которые потом возвращаются в хозяйственный оборот.
На создаваемой в России инфраструктуре по переработке отходов I и II классов планируется перерабатывать три группы отходов: 1) смеси неорганических солей, оксидов, гидроксидов, кислот; 2) ртутьсодержащие отходы; 3) сточные отходы промпредприятий, органические отходы, смешанные и комбинированные органические и неорганические отходы.
К первой группе относятся отходы металлургических, обрабатывающих, машиностроительных отраслей — это водные растворы, содержащие различные соли, шлаки, тяжёлые металлы. Ко второй группе относятся, в первую очередь, бытовые отходы — ртутные лампы и градусники, а также промышленные отходы, содержащие ртуть. Третья группа — это в том числе отходы, образующиеся от переработки первых двух групп.
Для переработки данных отходов будут применяться три вида технологических решений — физико-химическая обработка, высокотемпературное обезвреживание, а также решения для ртутьсодержащих отходов. Технологии будут замкнуты в единый производственный цикл, отходы от одних стадий будут являться сырьём для других.
Для смесей неорганических солей, оксидов, гидроксидов, кислот предполагается физико-химическая обработка и утилизация отходов. На выходе получатся: гидроксиды металлов, соли натрия и калия, медь металлическая, хлорид аммония, сульфат аммония.
Для ртутьсодержащих отходов предполагается демеркуризация. На выходе получатся: ртуть металлическая, стекло, сталь, алюминий, грунт, водонерастворимые соли.
Для сточных вод промышленных предприятий, органических отходов, смешанных и комбинированных, органических и неорганических отходов предполагается высокотемпературное обезвреживание. На выходе получатся: пересыпной материал для полигонов ТКО, соли кальция и натрия.

#### Государственное регулирование обращения с промышленными отходами
В сентябре 2019 г. вступил в силу федеральный закон от 26.07.2019 N 225-ФЗ "О внесении изменений в Федеральный закон «Об отходах производства и потребления» и Федеральный закон "О Государственной корпорации по атомной энергии «Росатом», в соответствии с которым Госкорпорация «Росатом» наделена полномочиями по созданию комплексной системы обращения с отходами I и II классов. Данная работа осуществляется в рамках реализации федерального проекта «Инфраструктура для обращения с отходами I—II классов опасности» в составе национального проекта «Экология».
Комплексная система обращения с отходами I и II классов включает в себя выстраивание государственной информационной системы по обращению с отходами I и II классов и создание инфраструктуры для их переработки.
В ноябре 2019 г. распоряжением Правительства Российской Федерации от 14 ноября 2019 г. № 2684-р ФГУП «Федеральный экологический оператор» (предприятие Госкорпорации «Росатом», ранее ФГУП «РосРАО») определено федеральным оператором по обращению с отходами I и II классов на территории Российской Федерации.
В 2019 году была утверждена необходимая нормативно-правовая база для реализации федерального проекта:
- постановление Правительства Российской Федерации от 24 октября 2019 г. № 1363 «Об утверждении формы типового договора на оказание услуг по обращению с отходами I и II классов опасности»;
- постановление Правительства Российской Федерации от 18 октября 2019 г. № 1346 «Об утверждении положения о государственной информационной системе учёта и контроля за обращением с отходами I и II классов опасности»;
- постановление Правительства Российской Федерации от 10 октября 2019 г. № 1305 «Об утверждении Правил разработки, утверждения и корректировки федеральной схемы обращения с отходами I и II классов опасности».

В 2020 году начнёт работу в тестовом режиме государственная информационная система обращения с отходами I и II классов (ГИС). Это позволит промышленным производителям и операторам заранее начать работу по внесению данных о своей деятельности для комфортного перехода к выполнению требований обращения с такими отходами.
Программный продукт ГИС позволит контролировать потоки движения отходов от источника их образования до места переработки, производить учёт, выявлять нарушения, выстраивать оптимальную логистику.
В 2020 году подписаны соглашения с рядом регионов для участия в опытно-промышленной эксплуатации ГИС по безопасному обращению с отходами I и II классов и взаимодействию по вопросам ликвидации объектов накопленного вреда. В числе первых такие соглашения подписаны с Республикой Татарстан, Удмуртской Республикой, Астраханской, Иркутской, Кировской, Псковской областями, Хабаровским краем. Такое взаимодействие будет расширяться.
Другая важная задача — создание инфраструктуры по переработке отходов I и II классов. Госкорпорация «Росатом» создаёт сеть экологических технопарков, которые будут обеспечены наилучшими технологиями мирового уровня. Первые четыре экотехнопарка появятся на базе четырёх бывших объектов по уничтожению химического оружия в Саратовской, Кировской, Курганской областях и Удмуртской Республике.
В 2019 году осуществлён первый этап по передаче имущественного комплекса бывших объектов по уничтожению химического оружия в хозяйственное ведение ФГУП «РосРАО», что позволило создать обособленные подразделения и провести инженерные и экологические изыскания.
В 2020 году разрабатывается проектная документация на создание комплексов по обработке, утилизации и обезвреживанию отходов I и II классов, будут получены заключения по результатам государственных экспертиз.

##### Планируемые проекты
В 2013 году Президент России Владимир Путин заявил также о необходимости создать систему регулирования сбора и утилизации мусора, сформировать рыночные и административные инструменты, которые обеспечивали бы эффективное обращение с отходами. В 2016 году в России стартовала новая реформа сбора и переработки мусора.

## Кто занимается отходами

### Организации
Оператор по обращению с твёрдыми коммунальными отходами — индивидуальный предприниматель или юридическое лицо, осуществляющие деятельность по сбору, транспортированию, обработке, утилизации, обезвреживанию, захоронению твёрдых коммунальных отходов;
Региональный оператор по обращению с твёрдыми коммунальными отходами (далее также — региональный оператор) — оператор по обращению с твёрдыми коммунальными отходами — юридическое лицо, которое обязано заключить договор на оказание услуг по обращению с твёрдыми коммунальными отходами с собственником твёрдых коммунальных отходов, которые образуются и места накопления которых находятся в зоне деятельности регионального оператора;
Федеральный оператор по обращению с отходами I и II классов (промышленные отходы) — ключевой элемент создания системы комплексной обращения с отходами I—II классов, позволяющей решить существующую в стране экологическую проблему и навести порядок в этой сфере. Федеральный оператор создаёт государственную информационную систему обращения с отходами I и II классов (ГИС ОПВК) и производственно-логистическую инфраструктуру для переработки данных отходов. С 1 января 2022 года все операции по обращению с промышленными отходами будут осуществляться только через федерального оператора по обращению с отходами I и II классов.
- Жилищно-коммунальное хозяйство
- Мусоросжигательный завод